# Edward Fedko
Edward Jan Fedko (ur. 20 października 1954 w Rogozińcu) – polski samorządowiec, urzędnik i działacz ochotniczych straży pożarnych, wieloletni radny sejmiku lubuskiego, w latach 1990–1998 burmistrz Trzciela, w latach 1999–2006 wicemarszałek województwa lubuskiego.

## Życiorys
Ukończył studia politologiczne. Kształcił się także podyplomowo na Wydziale Prawa i Administracji Uniwersytetu im. Adama Mickiewicza w Poznaniu oraz z zakresu administracji rządowej i samorządowej w Wyższej Szkole Humanistycznej w Pułtusku. Podjął pracę jako kierownik działu pozyskiwania funduszy unijnych i promocji w urzędzie miejskim w Sulechowie. Działał także społecznie jako członek Lubuskiego Stowarzyszenia Pomocy Szkole w Gorzowie Wielkopolskim i fundator stypendium na rzecz Lubuskiego Stowarzyszenia Pomocy Szkole „Wspieramy Młode Talenty”. Związał się z ochotniczą strażą pożarną, gdzie dosłużył się stopnia druha. Od 1999 do 2001 kierował miejsko-gminnym OSP w Trzcielu, w 2002 został prezesem lubuskiego oddziału Związku Ochotniczych Straży Pożarnych RP, a w 2012 zasiadł także w krajowym zarządzie tej organizacji.
W latach 1990–1998 był radnym i burmistrzem Trzciela, a w latach 1994–1998 zasiadał także w Sejmiku Samorządowym Województwa Gorzowskiego (będąc członkiem jego prezydium). W 1998, 2002, 2006, 2010, 2014 i 2018 uzyskiwał mandat radnego sejmiku lubuskiego I, II, III, IV, V i VI kadencji. W 1999 po raz pierwszy został objął stanowisko wicemarszałka województwa lubuskiego, został na nie powołany ponownie 26 listopada 2002 w nowych władzach. Zakończył pełnienie funkcji w 2006 w związku z upływem kadencji zarządu. W sejmiku pełnił m.in. funkcję przewodniczącego klubu radnych Lewica oraz przewodniczącego Komisji Współpracy Zagranicznej i Promocji Województwa. W 2007 bez powodzenia kandydował do Sejmu, a w 2014 do Parlamentu Europejskiego.
Działał Sojuszu Lewicy Demokratycznej, był m.in. liderem ugrupowania w województwie lubuskim. W marcu 2016 przeszedł do klubu radnych Bezpartyjni Samorządowcy, w związku z czym zrezygnował z członkostwa w partii. W 2018 uzyskał mandat radnego z ramienia Koalicji Obywatelskiej, z której w lipcu 2020 przeszedł do klubu Samorządowe Lubuskie. W 2024 został wybrany do sejmiku z listy Trzeciej Drogi.

## Odznaczenia i wyróżnienia
Został odznaczony Złotym Krzyżem Zasługi (2000) i Złotą Odznaką „Zasłużony dla Ochrony Przeciwpożarowej” (2009). Wyróżniono go Złotym Znakiem Związku Ochotniczych Straży Pożarnych RP, Medalem Honorowym im. Bolesława Chomicza oraz Medalem Honorowym im. Józefa Tuliszkowskiego.